# 茂木康子
茂木 康子（もぎ やすこ、1969年1月27日 - ）は、日本の女性ブラジリアン柔術家、総合格闘家。東京都練馬区出身。元JEWELSプロデューサー。
服部恵子と共に日本の女子柔術を牽引してきた女子柔術界のパイオニアで、長い手足を活かした引き込み技を得意とし、ピンクスパイダーの異名を取る。

## 来歴
1998年からブラジリアン柔術を始め、全日本BJJやカンペオナートなど主要大会で優勝を収め、ムンジアルやパンアメリカンなど、海外の主要大会にも出場。2002年にはプロ柔術デビュー。
2004年5月16日、スマックガールのグラップリングトーナメントに出場。決勝で玉田育子に判定勝ちし優勝を収めた。7月11日に第1回大会が開催されたスマックガールの柔術大会「SMACK JIU-JITSU GIG」のスーパーバイザーに就任した。
2005年からは総合格闘技にも進出。4月29日にはアイドル深谷愛相手にデビュー戦を行ない一本勝ち。3戦目となった11月29日のスマックガール・後楽園ホール大会ではトップファイターの渡辺久江と対戦、渡辺の猛攻の前に3度のダウンでKO負け、総合初黒星を喫した。
2006年は4月22日のスマックガール大阪大会で新人の長嶺妙子に判定負け、6月4日のプロ柔術でもMIKUに一本負けを喫した。9月24日の全日本アマチュア修斗選手権大会では女子フライ級決勝で富松恵美に判定勝ちし優勝するも、10月29日のブラジリアン柔術アジア大会では女子紫帯プルーマ級決勝で再びMIKUに敗れ、さらに12月17日のアマチュアブラジリアン柔術オープントーナメントでは、アジア大会で勝利した渋谷美雪と再戦し雪辱を許した。
2007年3月11日のスマックガールでは内藤晶子に判定負け、4月15日のアブダビコンバット日本最終予選では女子55kg未満級準決勝で塩田さやかにフロントチョークで一本負け。
2008年9月27日に旗揚げが発表されたケージを使用した女性総合格闘技大会「VALKYRIE」のプロデューサーに就任し、11月8日に第1回大会を開催した。
2009年10月24日、VALKYRIEに選手として初登場しVALKYRIE 03のメインイベントで瀧本美咲と対戦し、3Rにスタンドパンチ連打によるTKO負けを喫した。
2010年4月11日、VALKYRIE 05で内藤から改名したベティコと3年1か月ぶりに再戦し、判定負け。VALKYRIE2連敗となった。
VALKYRIEが2010年11月の大会を最後に活動停止し、選手たちは2011年からJEWELSに出場、茂木も12月17日のJEWELS 17th RINGからJEWELSのプロデューサーに就任した。
2012年12月15日、JEWELS 22nd RINGで富田恵子にTKO負け。
2013年8月31日、DEEP JEWELS～旗揚げ戦～でアミバに判定負け。
2013年12月22日、DEEP 64 IMPACTで前澤智にTKO負け。

## 戦績

### プロ総合格闘技
| 総合格闘技 戦績 | 総合格闘技 戦績 | 総合格闘技 戦績 | 総合格闘技 戦績 | 総合格闘技 戦績 | 総合格闘技 戦績 | 総合格闘技 戦績 |
| --------------- | --------------- | --------------- | --------------- | --------------- | --------------- | --------------- |
| 13 試合         | (T)KO           | 一本            | 判定            | その他          | 引き分け        | 無効試合        |
| 3 勝            | 0               | 2               | 1               | 0               | 0               | 0               |
| 10 敗           | 4               | 0               | 6               | 0               | 0               | 0               |

| 勝敗 | 対戦相手 | 試合結果                          | 大会名                                            | 開催年月日     |
| ×    | 前澤智   | 1R 2:19 TKO                       | DEEP 64 IMPACT                                    | 2013年12月22日 |
| ×    | アミバ   | 5分2R終了 判定1-2                 | DEEP JEWELS～旗揚げ戦～                           | 2013年8月31日  |
| ×    | 梅原拓未 | 5分2R終了 判定0-3                 | JEWELS 23rd RING                                  | 2013年3月30日  |
| ×    | 富田恵子 | 2R 0:20 TKO（パンチ）             | JEWELS 22nd RING                                  | 2012年12月15日 |
| ×    | ベティコ | 3分3R終了 判定0-3                 | VALKYRIE 05                                       | 2010年4月11日  |
| ×    | 瀧本美咲 | 3R 0:51 TKO（スタンドパンチ連打） | VALKYRIE 03                                       | 2009年10月24日 |
| ×    | 吉田正子 | 5分2R終了 判定1-2                 | 修斗 SPIRIT 2009                                  | 2009年5月24日  |
| ○    | 竹内鮎美 | 1R 2:45 チョークスリーパー        | 修斗                                              | 2008年6月26日  |
| ×    | 内藤晶子 | 5分2R終了 判定1-2                 | SMACKGIRL 2007 〜女王は新宿の夜を赤く染るか？〜   | 2007年3月11日  |
| ×    | 長嶺妙子 | 5分2R終了 判定1-2                 | SMACKGIRL 2006 〜女王凱旋〜                       | 2006年4月22日  |
| ×    | 渡辺久江 | 1R 4:03 TKO（3ダウン：パンチ）    | SMACKGIRL 2005 〜最軽量記念日〜                   | 2005年11月29日 |
| ○    | 吉田正子 | 5分2R終了 判定3-0                 | G-SHOOTO Plus 02                                  | 2005年7月12日  |
| ○    | 深谷愛   | 1R 3:50 腕ひしぎ十字固め          | SMACKGIRL-F 2005 〜今年もやるぞ！ スマックF祭り〜 | 2005年4月29日  |

### アマチュア総合格闘技
| 勝敗 | 対戦相手 | 試合結果                 | 大会名                                                 | 開催年月日    |
| ○    | 森岡恵   | 1R 1:20 腕ひしぎ十字固め | 第15回全日本アマチュア修斗選手権 【女子フライ級 決勝】 | 2008年9月14日 |
| ○    | 竹内鮎美 | 3分2R終了 ポイント47-45  | 第14回全日本アマチュア修斗選手権 【女子フライ級 決勝】 | 2007年9月23日 |
| ○    | 富松恵美 | 3分2R終了 ポイント43-39  | 第13回全日本アマチュア修斗選手権 【女子フライ級 決勝】 | 2006年9月24日 |

### グラップリング
| 勝敗 | 対戦相手   | 試合結果                      | 大会名                                                                                                | 開催年月日    |
| ×    | 阿部恭子   | ポイント0-0 アドバンテージ0-1 | Giグラップリング2008 【Giグラップリング2008 QUEEN TOURNAMENT エキスパート 52.0kg以下級 準決勝】       | 2008年8月31日 |
| ○    | 山崎裕子   | 判定4-3                       | SMACKGIRL GRAPPRING QUEEN TOURNAMENT 2007 【ライト級 3位決定戦】                                      | 2007年9月24日 |
| ×    | 高林恭子   | 1:30 チョークスリーパー       | SMACKGIRL GRAPPRING QUEEN TOURNAMENT 2007 【ライト級 準決勝】                                         | 2007年9月24日 |
| ○    | 石岡沙織   | 判定2-0                       | SMACKGIRL GRAPPRING QUEEN TOURNAMENT 2007 【ライト級 1回戦】                                          | 2007年9月24日 |
| ○    | 長野美香   | 2R 3:48 腕ひしぎ十字固め      | SMACKGIRL 2007 〜絶対女王は大正浪漫を舞ひ奏で〜 【グラップリング1DAYトーナメント 決勝】               | 2007年4月28日 |
| ○    | 増田優実   | 4分2R終了 ポイント3-0         | SMACKGIRL 2007 〜絶対女王は大正浪漫を舞ひ奏で〜 【グラップリング1DAYトーナメント 1回戦】              | 2007年4月28日 |
| ×    | 塩田さやか | フロントチョーク              | アブダビコンバット JAPAN TRIAL 最終予選 【女子55kg未満級 準決勝】                                     | 2007年4月15日 |
| ○    | 山口芽生   | ポイント6-2                   | アブダビコンバット JAPAN TRIAL 最終予選 【女子55kg未満級 1回戦】                                      | 2007年4月15日 |
| ○    | 山崎裕子   | 2R 1:25 腕ひしぎ十字固め      | G-SHOOTO Plus 01 【修斗グラップリング】                                                               | 2005年2月11日 |
| ○    | 玉田育子   | 4分2R 判定3-0                 | SMACKGIRL F 〜5月病をブッ飛ばせ! 夏も近いぞスマックF祭〜 【SGG 1Dayトーナメント2004 ライト級 決勝】   | 2004年5月16日 |
| ○    | 古舘由紀   | 4分2R 判定3-0                 | SMACKGIRL F 〜5月病をブッ飛ばせ! 夏も近いぞスマックF祭〜 【SGG 1Dayトーナメント2004 ライト級 準決勝】 | 2004年5月16日 |
| ○    | 小寺麻美   | 2R 1:49 腕ひしぎ十字固め      | SMACKGIRL F 〜5月病をブッ飛ばせ! 夏も近いぞスマックF祭〜 【SGG 1Dayトーナメント2004 ライト級 1回戦】  | 2004年5月16日 |
| ×    | 玉田育子   |                               | 全日本修斗グラップリング選手権大会 【女子ストロー級 決勝】                                            | 2004年2月29日 |
| ×    | 今澤利恵   | 3分3R終了 判定1-2             | SMACKGIRL Third Season-EX 〜GRAPPLER'S holiday〜 【SGGライト級1Dayトーナメント 決勝】                 | 2003年7月6日  |
| ○    | おっさん   | 3分2R終了 判定2-1             | SMACKGIRL Third Season-EX 〜GRAPPLER'S holiday〜 【SGGライト級1Dayトーナメント 1回戦】                | 2003年7月6日  |

## 獲得タイトル
- 第15回全日本アマチュア修斗選手権女子フライ級 優勝（2008年）
- 第14回全日本アマチュア修斗選手権女子フライ級 優勝（2007年）
- 第13回全日本アマチュア修斗選手権女子フライ級 優勝（2006年）[4]